# Hiller HJ-1
Die Hiller HJ-1 Hornet ist ein Hubschrauber mit Blattspitzenantrieb am Zweiblattrotor des US-amerikanischen Hubschrauberherstellers Hiller Aircraft.

## Geschichte

### Die zivilen Prototypen
Stanley Hiller begann 1948 mit der Entwicklung der HJ-1 Hornet als einsitzigem Sport-Helikopter.
Wesentliche Entwicklungsarbeit steckte in den je nur 5 kg wiegenden Staustrahltriebwerken, die jeweils knapp 14 kp (137 N) Schub entwickelten. Frühe Ideen mit Pulsstrahltriebwerken wurden zugunsten der Staustrahltriebwerke aufgegeben; langfristiges Ziel war aber – trotz der hohen g-Belastung – der Einsatz kleiner Strahltriebwerke.
Der erste Prototyp mit einer Zelle aus Stahl- und Aluminiumrohren flog 1950 noch ohne jede Rumpfverkleidung. Der zweite Prototyp war bereits mit zwei nebeneinander angeordneten Sitzen und einer Kabine aus Fiberglas ausgerüstet – eine der ersten Anwendungen dieses Materials im Flugzeugbau. Die dritte HJ-1 entstand als Muster für die Serienproduktion, die zu einem Preis von 5000 US-Dollar geplant war; das entsprach dem Gegenwert eines Oberklasse-Cadillacs. Das Cockpit war deutlich vergrößert worden, gleichzeitig stieg das Leergewicht auf von 160 auf 230 kg; die mögliche Reiseflughöhe sank auf 2100 m. Die Rotorblätter waren erstmals komplett aus Stahl gefertigt.

### Militärische Weiterentwicklung
Die mit dem Beginn des Koreakrieges folgenden militärischen Aufträge für die Hiller UH-12 mit insgesamt 2000 produzierten Einheiten blockierten die geplanten Produktionskapazitäten für den zivilen Hubschrauber. 1952 verkaufte Hiller drei „HJ-1“ unter der Bezeichnung „XHOE-1“ an die US Navy, die für das Marine Corps ein ultraleichtes Fluggerät suchte.
Die US Army, die im Vergleich zum Marine Corps beim Einsatz von Hubschraubern zurückgeblieben war, bestellte ebenfalls zwei „HJ-1“ unter der Bezeichnung „YH-32“ als möglicherweise preisgünstigen Ersatz des Jeeps für Verbindungsaufgaben, zum Kabellegen und als Beobachtungsplattform. Vor der Auslieferung an das Militär Ende 1954 wurde der Heckausleger noch etwas verlängert und um zwei horizontale Stabilisierungsflossen ergänzt, um die Stabilität im Vorwärtsflug zu verbessern. Die späte Auslieferung lag auch an der Zulassung nach „Civil Aviation Authority Standards“, die Hiller zusätzlich zur militärischen Zulassung weiterführte.
Die US-Army bestellte 12 weitere YH-32 für ausführliche Einsatztests. Aufgrund der systembedingten Einschränkungen wurde das weit entwickelte Projekt um 1956 aufgegeben.

## Konstruktion
Zum Anlassen der Staustrahltriebwerke brachte ein Benzinmotor mit 50 PS den Rotor auf eine Drehzahl von 150 min−1. Dies entsprach einer Umfangsgeschwindigkeit von etwa 200 km/h bei der je eine Glühkerze die Triebwerke zündete, die bereits mit knapp 90 g belastet waren. Die Glühkerzen hatten die Bezeichnung „flame-holder“, da sie die Verbrennung auch nach dem Anlassen unterstützten. Als Treibstoff konnte Benzin, Kerosin oder Dieselöl verwendet werden, andere Quellen geben auch Alkohol an.
Die Betriebsdrehzahl war 550 min−1, was einer Blattspitzengeschwindigkeit von 715 km/h und fast 1200 g an den Staustrahltriebwerken entsprach. Die hohe g-Belastung erklärt auch, warum Gasturbinen hier nicht eingesetzt werden konnten.
Es ist anzunehmen, dass die Steuerungsfähigkeit um die Hochachse generell nicht befriedigte, da das anfänglich eingesetzte konventionelle Seitenruder bei den YH-32 durch ein nach unten abgewinkeltes V-Leitwerk ersetzt wurde. Prinzipiell war eher kein Heckrotor notwendig, da dank Blattspitzenantrieb der Rotor nur via Lagerreibung, also nur sehr wenig Drehmoment auf die Zelle übertrug. Bei zumindest einer YH-32 wurde jedoch das Leitwerk entfernt und durch einen konventionellen Heckrotor ersetzt.

## Nutzung
Große Probleme im Betrieb bereiteten die anspruchsvollen Flugeigenschaften während der Autorotation im Falle eines Triebwerkausfalls. Die Staustrahltriebwerke erzeugten bei fehlendem Schub einen beachtlichen Luftwiderstand; entsprechend war die Sinkgeschwindigkeit während der Autorotation mit 15 m/s etwa doppelt so hoch wie bei konventionellen Hubschraubern.
Der Treibstoffverbrauch betrug etwa das Zehnfache von dem, was für eine konventionelle Auslegung erwartet worden wäre. Die maximale Treibstoffmenge von 136 kg reichte für 30 Minuten – inklusive Start und Landung. Damit konnte nur eine Reichweite von höchstens 50 km verwirklicht werden. Dem geplanten militärischen Einsatz standen zudem die bauartbedingte extreme Lärmentwicklung und die hellen Flammen aus den zwei Staustrahltriebwerken entgegen. Dank einer Frequenz der Blattabfolge von 18 Hz bei 540/min ist die Leuchterscheinung als Kreis zu sehen und nachts sehr auffällig.

## Technische Daten

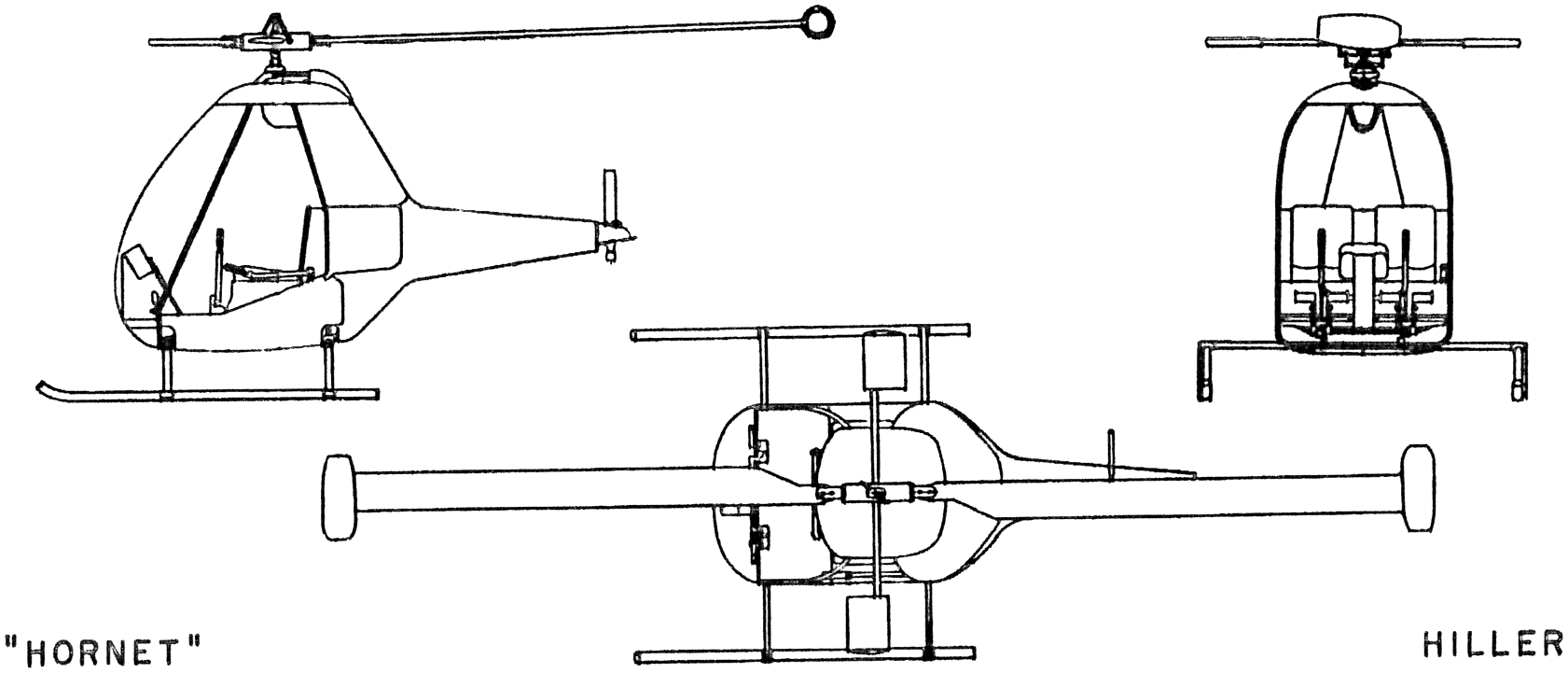
Hiller YH-32 Hornet

| Kenngröße             | Daten                                                           |
| --------------------- | --------------------------------------------------------------- |
| Besatzung             | 2                                                               |
| Länge                 | 3,9 m                                                           |
| Rotordurchmesser      | 6,9 m                                                           |
| Höhe                  | 2,4 m                                                           |
| Leermasse             | 243 kg                                                          |
| max. Startmasse       | 489 kg                                                          |
| Höchstgeschwindigkeit | 115 km/h (62 kn)                                                |
| Reichweite            | 56 km (30 NM)                                                   |
| Triebwerke            | zwei Staustrahltriebwerke Hiller 8RJ2B mit zusammen 27 kp Schub |